# La Patrouille de la violence
La Patrouille de la violence (titre original : Bullet for a Badman) est un film américain réalisé par R. G. Springsteen, sorti en 1964.

## Synopsis
Un ancien ranger (Logan), est témoin de l'attaque d'une banque. Sam, l'un des bandits est un ancien ami qui avait été condamné puis évadé. Logan et quelques volontaires se lancent à la poursuite de Sam...

## Fiche technique
- Titre : La Patrouille de la violence
- Titre original : Bullet for a Badman
- Réalisation : R. G. Springsteen
- Scénario : Mary Willingham et Willard W. Willingham d'après le roman de Marvin Albert Renegade Posse
- Musique : Frank Skinner
- Montage : Russell F. Schoengarth
- Production : Gordon Kay
- Genre : Western
- Durée : 80 minutes
- Video : Sortie en DVD chez Sidonis Calysta le 8 février 2011
- Affiche : Guy-Gérard Noël (France)

## Distribution
- Audie Murphy (VF : Jacques Thébault) : Logan Keliher
- Darren McGavin (VF : Henry Djanik) : Sam Ward
- Ruta Lee (VF : Nicole Favart) : Lottie, l'aventurière
- Beverly Owen (VF : Sophie Leclair) : Susan, la femme de Logan
- Skip Homeier (VF : Raymond Loyer) : Pink, le fils de Susan
- George Tobias (VF : Jean Berton) : Diggs
- Alan Hale Jr. (VF : Marcel Lestan) : Leach
- Berkeley Harris (VF : Philippe Mareuil) : Jeff
- Edward Platt (VF : Lucien Bryonne) : Tucker
- Kevin Tate (VF : Georges Boda) : Sammy
- Cece Whitney (VF : Paule Emanuele) : Goldie, la prostituée du saloon
- Mort Mills : Ira Snow
- Ray Teal : Sweeper